# 2 Reyes 18
2 Reyes 18 es el decimoctavo capítulo de la segunda parte de los Libros de los Reyes de la Biblia hebrea o Segundo Libro de los Reyes del Antiguo Testamento de la  Biblia cristiana El libro es una compilación de varios anales que registran los actos de los reyes de Israel y Judá por un compilador deuteronómico en el siglo VII a. C. con un suplemento añadido en el siglo VI a. C. Este capítulo registra los acontecimientos durante el reinado de Ezequías, el rey de Judá, una parte de la sección que comprende 2 Reyes 18:1 a 2 Reyes 20:21, con una versión paralela en Isaías 36-Isaías 39.

## Texto
Este capítulo fue escrito originalmente en lengua hebrea y desde el siglo XVI se divide en 37 Versículos.

### Testigos textuales
Algunos de los primeros manuscritos que contienen el texto de este capítulo en hebreo pertenecen a la tradición del Texto Masorético, que incluye el Códice de El Cairo (895), el Códice de Alepo (siglo X) y el Códice Leningradensis (1008).
También existe una traducción al griego koiné conocida como Septuaginta, realizada en los últimos siglos AEC. Los manuscritos antiguos existentes de la versión Septuaginta incluyen el Codex Vaticanus (B; {\displaystyle {\mathfrak {G}}}B; siglo IV) y el Codex Alexandrinus (A; {\displaystyle {\mathfrak {G}}}A; siglo V). 

## Análisis
Este capítulo presenta a Ezequías como un 'rey ultra justo' que confiaba en YHWH (versículos 1-8), el rey más parecido a David (versículo 3, cf. versículo 7 con 1 Samuel 18:14). Se contrasta con el reino apóstata del norte que luego fue destruido por los asirios (Versículos 9-12). Incitado por la rebelión de Ezequías (versículo 7), Senaquerib, el rey asirio, vino a atacar a Judá, e incluso después de haber dado gran cantidad de tributo (versículos 13-16) todavía exigió a Jerusalén que se rindiera con argumentación convincente (versículos 17-37)..
La narración del asedio asirio a Jerusalén en los capítulos 18 y 19 se presenta en una estructura paralela:
A los asirios llegan a Jerusalén (18:13-16)
B mensajeros de Asiria hablan al pueblo (18:17-37)
C Ezequías busca al profeta y reza (19:1-5)
D Isaías profetiza (19:6-7)
A' Los asirios se marchan (19:8-9a) (pausa en el texto)
B' Carta de los asirios a Jerusalén (19:9b-13)
C' Ezequías responde entrando en el templo para orar (19:14-19)
D' Isaías profetiza (19:20-34)
A' Los asirios se marchan definitivamente (19:35-37)
A partir de 18:17 los editores parecen insertar otra fuente, que también se utiliza en el Libro de Isaías, que indica que los asirios rompen su palabra después de recibir el tributo y ejercen más presión sobre Ezequías en Jerusalén (cf. 1 Reyes 20:1-7 para la cadena equivalente de acontecimientos). 

## Ezequías, rey de Judá (18:1-12)
Esta sección destaca las reformas religiosas de Ezequías, que pueden contribuir a una valoración excepcional: él y Josías (2 Reyes 22:2) por sí solos son comparables a David. La destrucción del Nehushtan, una imagen cúltica en forma de serpiente que se remonta a Moisés (cf. Números 21:9), puede atribuirse realmente a Ezequías, a pesar de que se informaron pocos detalles, entre otros actos de piedad (versículos 6-7). A continuación figuran las primeras actividades políticas exteriores de Ezequías: liberó al reino de Judá de la sumisión asiria y llevó a cabo exitosas campañas contra los filisteos (versículos 7-8). Una fuente asiria señaló que Ezequías fue el «líder de una coalición antiasiria a partir del 705 a.C.», e incluso «arrestó a un rey proasirio de Ecrón en calidad de tal». Los editores incluyeron la descripción de la derrota del reino del norte de Israel a manos de los asirios (cf. versículos 9-11 con 2 Reyes 17:3-6), así como la causa de la misma, a saber, 'la falta de lealtad de toda la población a la Torá' (versículo 12).

### Versículo 1
En el tercer año de Oseas, hijo de Ela, rey de Israel, comenzó a reinar Ezequías, hijo de Acaz, rey de Judá
- Referencias cruzadas: 2 Crónicas 29:1
- «En el tercer año de Oseas»: Según Thiele's chronology,[17] siguiendo «método del año de sucesión», Ezequías se convirtió en corregente con su padre, Acaz, en el reino de Judá, en septiembre del año 729 a. C.[18] Basándose en la cronología de Thiele-McFall, Oseas empezó a reinar en Samaria entre septiembre del 732 y abril del 731 a. C.[19]
- «Ezequías hijo de Acaz, rey de Judá»: Una impresión de bulla (sello) que data de 727-698 a. C. con la inscripción «לחזקיהו [בן] אחז מלך יהדה», que significa «perteneciente a Ezequías [hijo de] Acaz, rey de Judá», fue descubierta en una excavación en el Ofel de Jerusalén. [20][21] La impresión de esta inscripción se realizó en escritura hebrea antigua.[22][23][24]

### Versículo 2
Tenía veinticinco años cuando comenzó a reinar, y reinó veintinueve años en Jerusalén. Su madre se llamaba Abi, hija de Zacarías. 
- Referencias cruzadas: 2 Crónicas 29:1
- «Reinó 29 años»: según la cronología de Thiele, Ezequías se convirtió en el único rey tras la muerte de su padre antes del 1 de Nisán (abril) de 715  a. C.,[26] hasta su muerte entre septiembre de 687 y septiembre de 686 AEC, para un total de 29 años.[18] Antes de eso, Ezequías fue corregente con su padre desde septiembre de 729 a. C. hasta algún momento antes del 1 de nisán (abril) de 715 a. C.[18][27].[28]
- «Abi»: escrito como «Abijah» en el Versículo paralelo 2 Crónicas 29:1.[29]

### Versículo 3
E hizo lo recto ante los ojos del Señor, conforme a todo lo que David su padre había hecho.'
- «Hizo lo recto»: un elogio que sólo se asigna a otros dos reyes de Judá: Asa (1 Reyes 15:11) y Josías (2 Reyes 22:2); los tres reyes eran hijos de padres malvados. Desde una edad temprana, Ezequías probablemente fue enseñado por el profeta Isaías, que estaba en términos familiares con su padre, el rey Acaz (Isaías 7:3-16).[31]

### Versículo 4

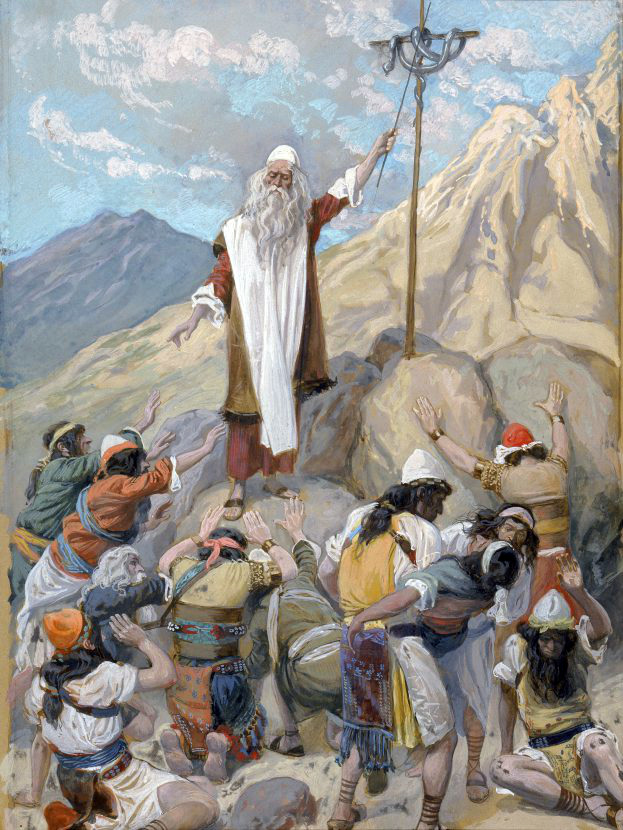
La serpiente de bronce (acuarela de James Tissot, 1896-1902)

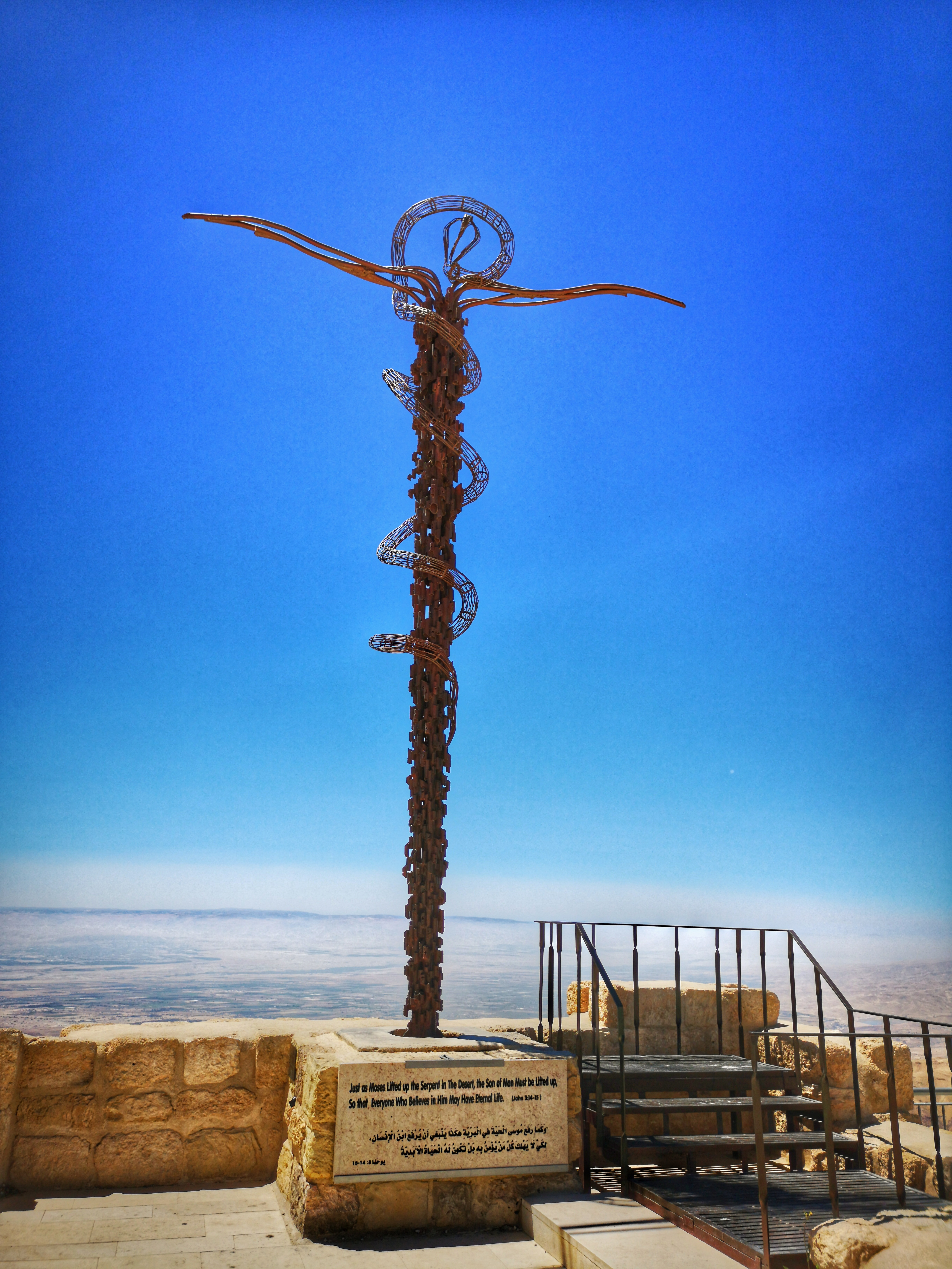
Un monumento de la serpiente de bronce (que Moisés erigió en el desierto de Neghev) en el Monte Nebo, frente a la iglesia de San Moisés (2018)

.
Quitó los lugares altos y rompió las columnas sagradas, cortó la imagen de madera y rompió en pedazos la serpiente de bronce que Moisés había hecho; porque hasta aquellos días los hijos de Israel le quemaban incienso, y la llamaban Nehustán. 
- «Lugar altos»: son «lugares de culto pagano».[33]
- «Imagen de madera»: del hebreo: Asera, también el nombre de una importante diosa cananea.[34] El término es singular en el Texto Masorético pero plural en los textos griegos de la Septuaginta y otras versiones antiguas, pero también es posible considerar «el singular como un singular colectivo. «[35] Los lugares de culto para Asera eran santuarios en o cerca de arboledas de árboles de hoja perenne o en lugares marcados por postes de madera, todos los cuales debían ser quemados o cortados por los israelitas (Deuteronomio 12: 3; Deuteronomio 16:21; Jueces 6:25, Jueces 6:28, Jueces 6:30; 2 Reyes 18:4)..[35]
- «Nehushtan»: literalmente, «Cosa de Bronce», también similar a la palabra hebrea nahash, que significa «serpiente»[36][37] o נְחַשׁ הַנְּחֹשֶׁת, nekhash hannekhoshet, que significa «serpiente de bronce. «[38] Moisés hizo el poste de la serpiente de bronce siguiendo el mandato de YHWH para detener el ataque de «serpientes de fuego» después de que los israelitas se quejaran contra YHWH y Moisés durante el vagabundeo por el desierto (21:4-9). [39][40] Jesús aplicó el suceso de Moisés levantando el asta de la serpiente de bronce como una prefiguración de su propio acto de salvación al ser levantado en la cruz, afirmando «Y como Moisés levantó la serpiente en el desierto, así es necesario que el Hijo del hombre sea levantado: Para que todo el que crea en él no perezca, sino que tenga vida eterna. Porque de tal manera amó Dios al mundo, que ha dado a su Hijo unigénito, para que todo aquel que en él cree, no se pierda, mas tenga vida eterna» (Juan 3:14-Juan 3:16).[41]

### Versículo 5
Confiaba en el Señor, Dios de Israel, y después de él no hubo otro como él entre todos los reyes de Judá, ni ninguno antes de él
- «Ninguno como él entre todos los reyes de Judá»: palabras similares se usan de Josías en 2 Reyes 23:25, pero el contexto muestra que la preeminencia no es la misma para los dos reyes: para Ezequías es en la «confianza en el Señor»; para Josías es en la «exacta observancia de la Ley».[31]

### Versículo 6
Se aferró al Señor y no dejó de seguirlo; guardó los mandamientos que el Señor había dado a Moisés.'

### Versículo 7
El Señor estaba con él, y dondequiera que iba prosperaba. Se rebeló contra el rey de Asiria y no le sirvió. 

### Versículo 8
Ezequías derrotó a los filisteos hasta Gaza y sus fronteras, incluyendo las torres de vigilancia y las ciudades fuertes y amuralladas. 

### Versículo 9
En el cuarto año del rey Ezequías, que era el séptimo año de Oseas hijo de Ela, rey de Israel, Salmanasar rey de Asiria subió contra Samaria y la sitió.
- «En el cuarto año del rey Ezequías»: según la cronología de Thiele-McFall fue en el período de su corregencia entre septiembre de 726 y septiembre de 725 a. C.[47] El límite de sincronismo con el 7º año de Oseas, el último rey de Israel, sitúa el inicio del asedio de Salmanasar V a Samaria entre abril y septiembre del 725 a. C.[47]

### Versículo 10
Y al cabo de tres años la tomaron. En el sexto año de Ezequías, es decir, el noveno año de Oseas, rey de Israel, Samaria fue tomada. 
- «Al cabo de 3 años»: según la cronología de Thiele-McFall, el sitio de Samaria duró de 725 a 723 a. C.[47]
- «En el año 4 del rey Ezequías»: según la cronología de Thiele-McFall fue en el período de su corregencia entre Tishrei (septiembre) 724 y Tishrei 723 a. C., y como «el año 9 de Oseas» comenzó en Nisán (abril) 723 a. C., significa que la caída de Samaria ocurrió entre Nisán (abril) y Tishrei (septiembre) 723 a. C.[47] Sargón II ascendió al trono de Asiria el 12 de Tebet (finales de diciembre) del 722 a. C., no menos de 15 meses después de la última fecha posible de la caída de Samaria;[49] así que cuando ocurrió, Sargón no era rey, aunque pudo haber sido el comandante del ejército asirio que tomó Samaria.[50]
- «Samaria fue tomada»: Este acontecimiento también se señala en una de las Crónicas de Babilonia (ABC 1; «De Nabû-Nasir a Šamaš-šuma-ukin»).[51]

### Versículo 11
Entonces el rey de Asiria llevó a Israel al destierro a Asiria, y los puso en Halah y en el Habor, río de Gozán, y en las ciudades de los medos,'

### Versículo 12
Porque se habían negado a escuchar al Señor su Dios o a hacer lo que él quería que hicieran. Por el contrario, habían transgredido su pacto y desobedecido todas las leyes que les había dado Moisés, siervo del Señor. 

## Los asirios atacan y obligan a pagar el tributo (18:13-16)

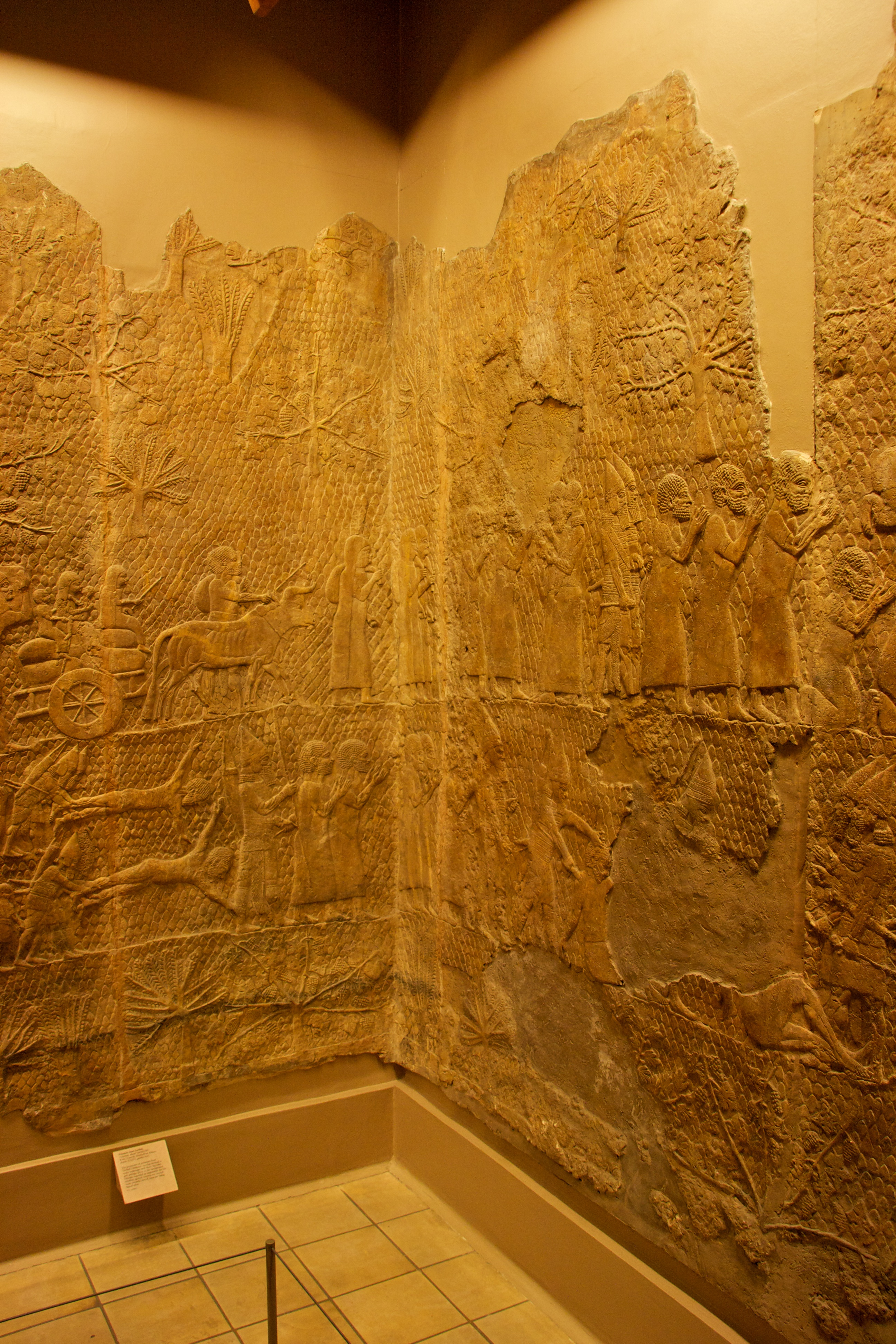
Relieves de Laquis, Museo Británico

Los asirios asaltaron Judá, probablemente en respuesta a la rebelión de Ezequías (Versículo 7) en el 701 a. C. En poco tiempo muchas ciudades de Judá fueron ocupadas y Jerusalén sitiada. El rey Senaquerib representó su victoria sobre Laquis en un relieve de piedra en su palacio de Nínive (Relieves de Laquis, ahora en el Museo Británico) y describió la desesperada situación de Ezequías en varios monumentos a la victoria (Anales de Senaquerib):
'En cuanto a Ezequías, el judío, no se sometió a mi yugo, puse sitio a 46 de sus ciudades fuertes... A él mismo lo hice prisionero en Jerusalén, su residencia real, como un pájaro en una jaula. Lo rodeé de tierra para molestar a los que salían de la puerta de su ciudad' (ANET 288).'
El texto bíblico registra que Ezequías inicialmente trató de liberarse de la presión asiria concediendo la derrota y pagando un pesado tributo, lo que también concuerda con el registro de Senaquerib:
'Ezequías... me envió, más tarde, a Nínive, mi ciudad señorial, junto con 30 talentos de oro, 800 talentos de plata, piedras preciosas... [y] todo tipo de tesoros valiosos, sus [propias] concubinas, músicos masculinos y femeninos' (ANET 288).'

### Versículo 13
En el año catorce del rey Ezequías, Senaquerib, rey de Asiria, subió contra todas las ciudades fortificadas de Judá y las tomó.
- «En el año 14 del rey Ezequías»: según la cronología de Thiele-McFall como único gobernante fue entre septiembre de 702 y septiembre de 701 AEC.[56] en este periodo a Ezequías también se le concedieron 15 años más de vida (2 Reyes 20:1-6; Isaías 38:1-6).[56]

## Los discursos de Rabsaces (18:17-37)
Senaquerib decidió que el tributo de Judá no era suficiente, así que envió a su «artillería pesada», sus principales oficiales, compuesta por: 'Turtanu, Rabsaris y Rab shaqe' para forzar la capitulación de Jerusalén verso 17). Los asirios empezaron usando la guerra psicológica, con Rabsaces hablando directamente al pueblo de Jerusalén en el muro de la ciudad usando la lengua hebrea y empleando una retórica astuta sobre la fe israelita mientras la socavaba.
El Rabsaces no es un mensajero común, ya que es un 'propagandista y hábil negociador' con la habilidad de hablar el 'lenguaje de la disputa diplomática', con el propósito de dividir al pueblo de Judá a lo largo de llamadas líneas (27 9). El enviado pronunció dos discursos: uno dirigido al rey Ezequías y a sus oficiales/negociadores, entre ellos Sebna y Eliaquim, (versículos 19-25) y otro a 'la gente (beligerante) de las murallas de la ciudad' (versículos 27-35). Los bien elaborados discursos de Rabsaces alternan entre promesas de cosas buenas por parte del rey asirio y advertencias para que no confíen en YHWH ni en que Ezequías los protegerá:
A no confíes en Egipto (18:19-21)
B no confían en YHWH ni en Ezequías (18:22)
A' el rey de Asiria dará carros y caballos (Egipto no lo hará) (18:23-25)
B' no confíes en Ezequías ni en YHWH (18:29-30)
A» el rey de Asiria los llevará a una tierra prometida (18:31-31)
B» YHWH no puede proteger más que otros dioses (18:33-35)
Expone cuatro argumentos aparentemente excelentes para la capitulación:
1. La confianza en Egipto es insensata y peligrosa, como ya lo ha demostrado la historia (Versículo 21).
2. Confiar en Dios es imprudente, ya que Ezequías ha quitado los lugares santos de Dios (versículo 22).
3. Confiar en el poder militar de Judá sería ridículo (Versículos 23-24)
4. Los asirios son los agentes de Dios, encargados de destruir a Judá (versículo 25)

Rabsaces insiste en la cuestión de la confianza, que es un tema clave en 2 Reyes 17, tal como lo plantean los profetas, pero aquí ofrece el desafío teológico: los actos de Ezequías de destruir lugares de culto provocan el desagrado de YHWH, y la implicación: ni Ezequías ni Egipto ni YHWH son de fiar para liberar al pueblo. Termina su discurso con una audaz afirmación de que Senaquerib, y no Ezequías, está haciendo la voluntad de Dios (versículo 25) y que el rey asirio será el rey-pastor de Israel, un compuesto de Moisés, Josué y Salomón, para llevar al pueblo a una tierra llena de prosperidad (versículo 32).. Brueggemann observa una estructura en el discurso burlándose del poder de YHWH para enfatizar que 'YHWH es sólo uno entre muchos dioses':
A ¿Librará Yahvé?
B ¿ha librado algún dios?
C dioses de Hamat y Arpad, etc.
B' ¿qué dioses han librado?
A' ¿puede Yahvé librar?
El argumento de Rabsaces se levanta del sistema de culto politeísta del imperio con la jactancia de que Asiria tiene al rey 'ante el cual ningún dios puede hacer frente'. Esto lleva a la confrontación y a la exhibición del poder de YHWH en el capítulo 19.

### Versículo 17
Y el rey de Asiria envió a Tartán, a Rabsaris y a Rabsaces desde Laquis al rey Ezequías con un gran ejército contra Jerusalén. Y subieron y vinieron a Jerusalén. Y cuando subieron, vinieron y se pararon junto al conducto del estanque de arriba, que está en la calzada del campo del batán. 
- «Turtanu»: un título asirio, probablemente «comandante en jefe»;[63][64] o «segundo en rango»;[11] un comandante del ejército clasificado junto al rey.[65] Parece ser que existían varios oficios de tartán, como un tartanu imni o 'tartán de la derecha', así como un tartanu shumeli o 'tartán de la izquierda', y en épocas posteriores el título pasó a ser territorial, como un tartán de 'Kummuh' (Commagene), o también puede aplicarse a los comandantes de ejércitos extranjeros, como Sargón hablando del Tartán Musurai, o 'Tartán Egipcio'. [66] Sargón II, el rey de Asiria anterior a Senaquerib, envía un tartán que toma Asdod durante el reinado del rey Ezequías en la época del profeta Isaías (Isaías 20:1).[67]
- «Rabsaris»: un título asirio, probablemente «oficial en jefe»;[68] «jefe de personal»;[69] «comandante en jefe»."[57]
- «Rab shaqe»: un título asirio, probablemente «jefe de personal» o «gobernador»;[70] «general en jefe»;[71] o «mayordomo en jefe», a cargo de los asuntos del rey;[72] «la persona del rey."[73]

## Documentación bíblica adicional

### Ahaz
.

El texto de Nimrud Tablet K.3751 en la Editio princeps de Sir Henry Rawlinson, que contiene el nombre de «Ajaz (escrito como “Jeho-ahaz”) de Judá»

Aparte de en los Libros de los Reyes, Ajaz se menciona en el Libro de Isaías, Libros de las Crónicas, Evangelio de Mateo (Mateo 1:9), e inscripciones asirias (ANET 282-284), como la « Tabla de Nimrud K.3751 », que es el primer registro antiguo del nombre “Judá” (Yaudaya o KUR.ia-ú-da-a-a) y “Ajaz” (escrito como “Jeho-ahaz”).
Se han encontrado varias bullae con el nombre impreso de Ajaz:
1. Una bulla real con la inscripción: «Perteneciente a Ajaz (hijo de) Jehotam, rey de Judá."[76][77]
2. Sello de piedra en forma de escarabajo con la inscripción: «Perteneciente a Ushna siervo de Acaz".[78]
3. Una bulla real con la inscripción: «Perteneciente a Ezequías [hijo de] Acaz rey de Judá» (entre 727 y 698 a. C.).[79]

### Hezekiah

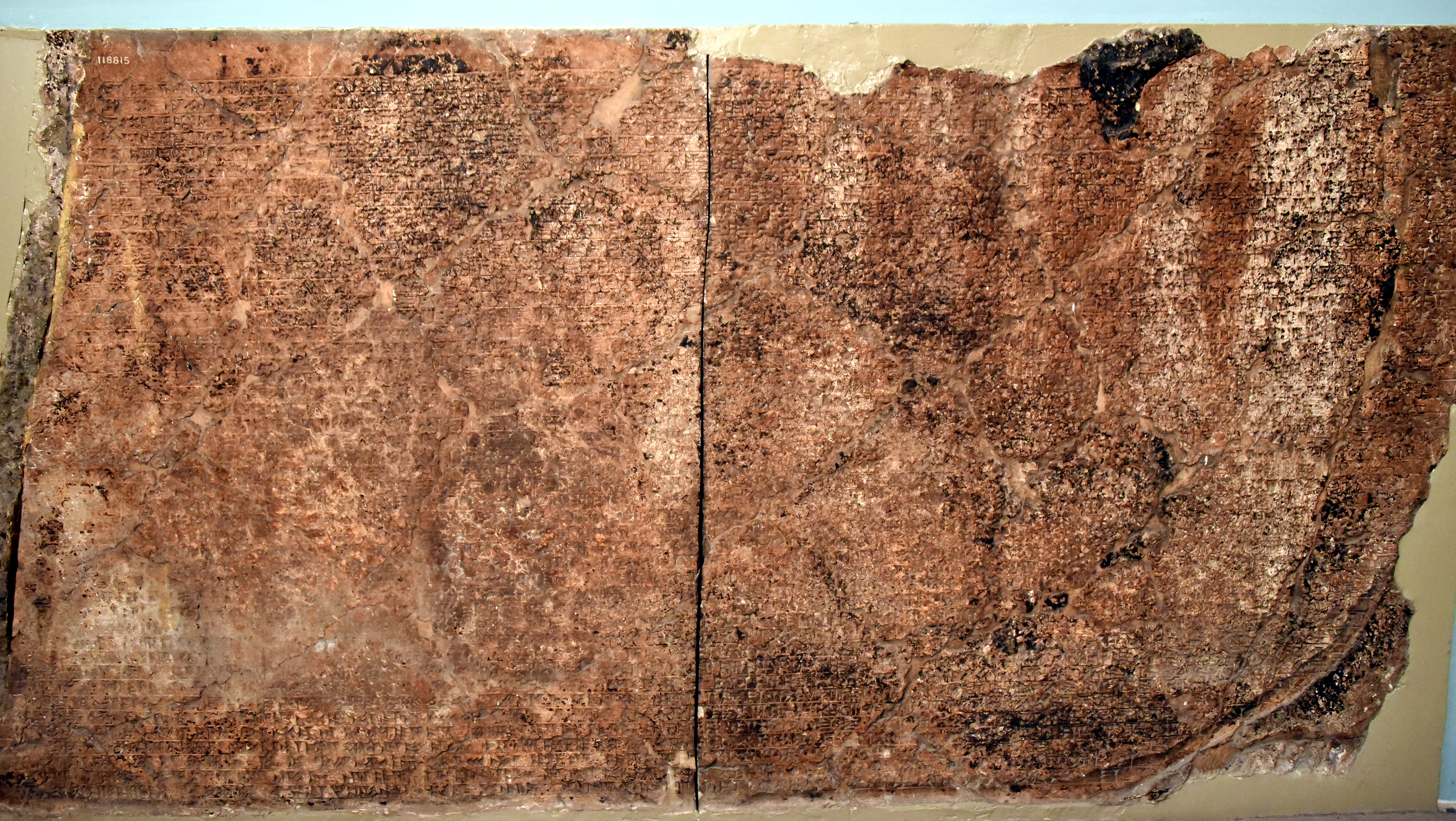
Inscripción cuneiforme que menciona en detalle el tributo enviado por Ezequías, rey de Judá, a Senaquerib. Museo Británico

Las fuentes extrabíblicas especifican a Ezequías por su nombre, junto con su reinado e influencia. «Historiográficamente, su reinado es notable por la convergencia de una variedad de fuentes bíblicas y diversas pruebas extrabíblicas que a menudo se refieren a los mismos acontecimientos. Aparecen datos significativos sobre Ezequías en la Historia Deuteronomista, el Cronista, Isaías, anales y relieves asirios, epigrafía israelita y, cada vez más, estratigrafía«. El arqueólogo Amihai Mazar considera las tensiones entre Asiria y Judá «uno de los acontecimientos mejor documentados de la Edad de Hierro» y «la historia de Ezequías es una de las mejores para cruzar referencias con el resto de los documentos históricos del mundo de Oriente Medio».
Se han encontrado varias bullae con el nombre de Ezequías: 
1. una bulla real con la inscripción en escritura hebrea antigua: «Perteneciente a Ezequías [hijo de] Acaz rey de Judá» (entre 727 y 698 a. C.).[82][83][21][22]
2. Sellos con la inscripción: «Perteneciente a [el] siervo de Ezequías»

Otros artefactos que llevan el nombre de «Ezequías» incluyen LMLK jarras almacenadas a lo largo de la frontera con Asiria «demuestran cuidadosos preparativos para contrarrestar la probable ruta de invasión de Senaquerib» y muestran «un notable grado de control real de pueblos y ciudades que facilitaría la destrucción por parte de Ezequías de los lugares de sacrificio rurales y su centralización del culto en Jerusalén», con la evidencia que sugiere el uso durante todo el reinado de Ezequías, y la inscripción de Siloé.

### Shebna

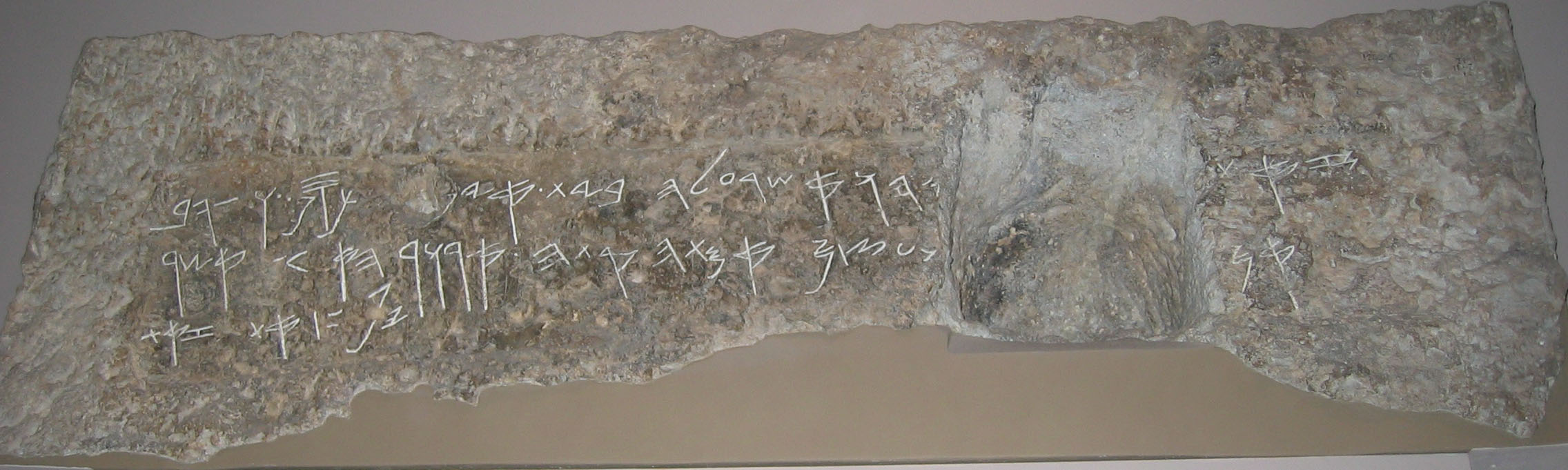
«Inscripción de Shebna» en el dintel de la tumba de «Sebna-yahu», ahora en el Museo Británico

Se descubrió una inscripción de Shebna con el nombre «Shebnayahu» en el dintel sobre la entrada de una tumba excavada en la roca que sugiere la conexión con Shebna, el oficial de la corte mencionado en 2 Reyes 18:18 y 2 Reyes 19:2.

### Sennacherib
Los relatos de Senaquerib de Asiria, incluida su invasión en el Reino de Judá, especialmente la captura de Laquis y el asedio de Jerusalén, se registran en una serie de documentos y artefactos antiguos:
- Relieves de Laquis de su palacio en Nínive
- Prismas que contienen los anales de los asirios (Anales de Senaquerib)
- Huellas de asedio asirio alrededor de la ubicación de la antigua Laquis.Y las murallas descubiertas cerca de las excavaciones de Tel Laquis, que encajan con las descripciones mostradas en los relieves de Laquis.[90]

## Illustration

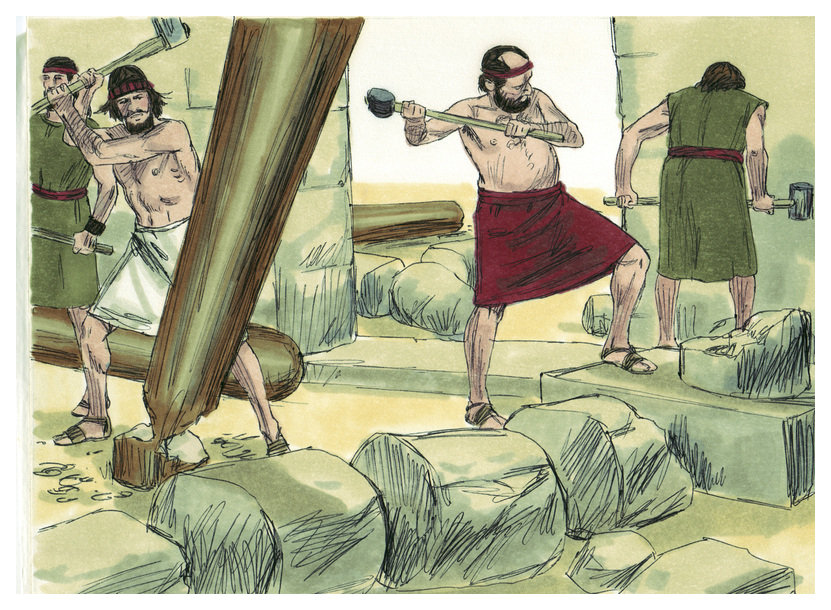
Ezequías ordenó la destrucción de los lugares de culto a los ídolos
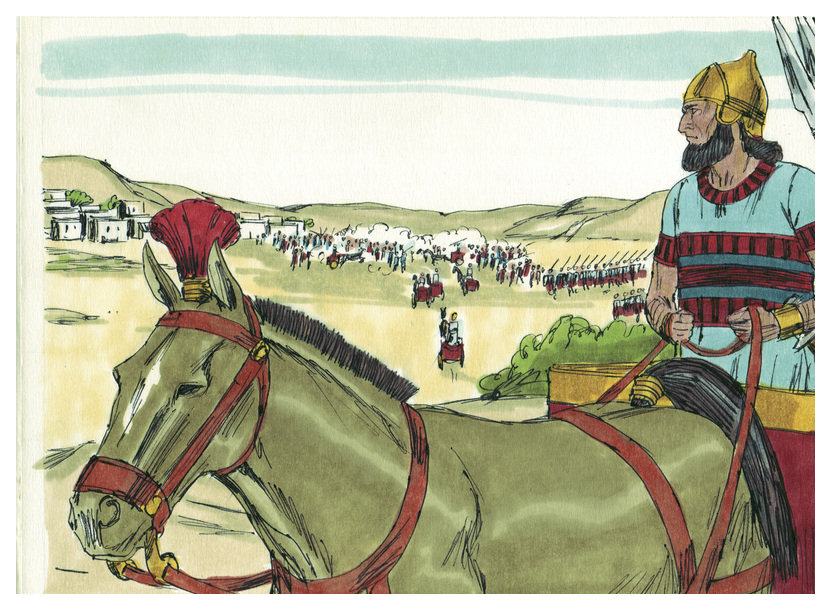
Senaquerib invadió Judá
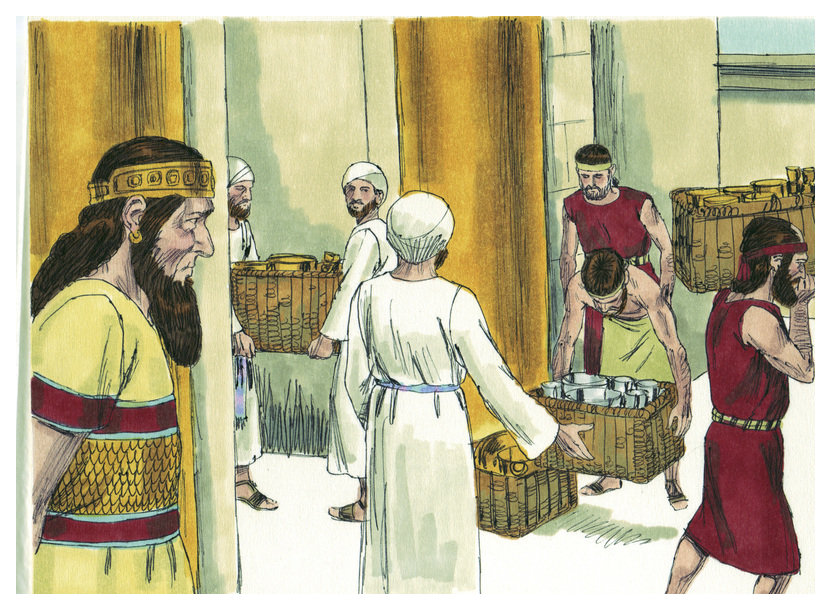
Ezequías envió tributos a Senaquerib
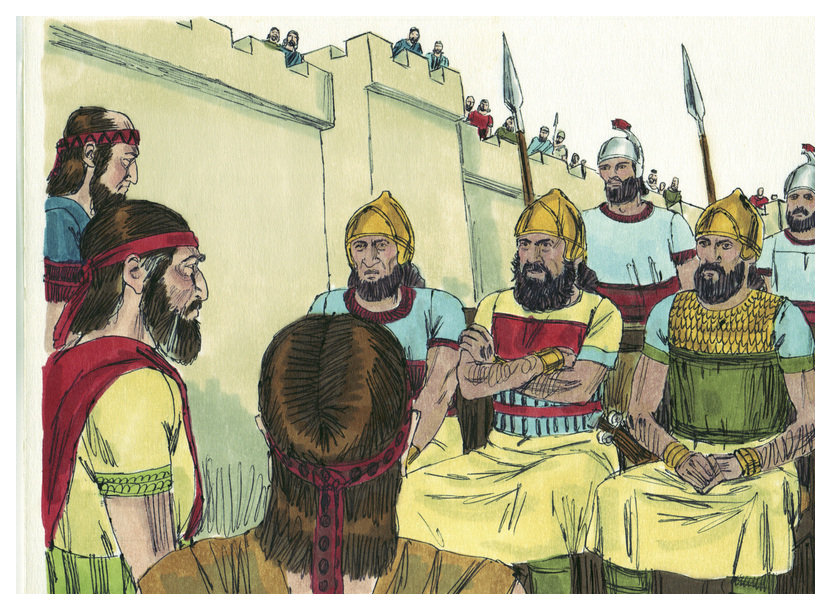
Los oficiales de la corte de Ezequías se reunieron con oficiales asirios
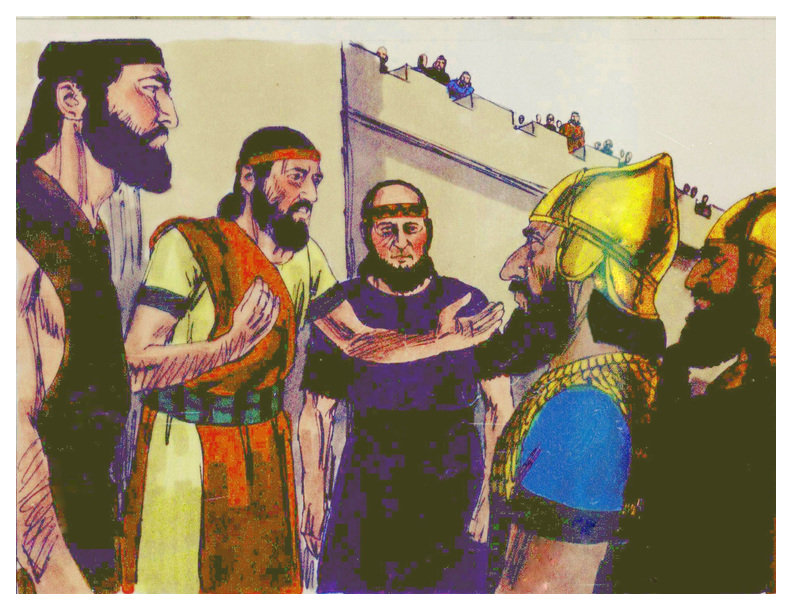
Los oficiales de la corte de Ezequías hablaron con los oficiales asirios
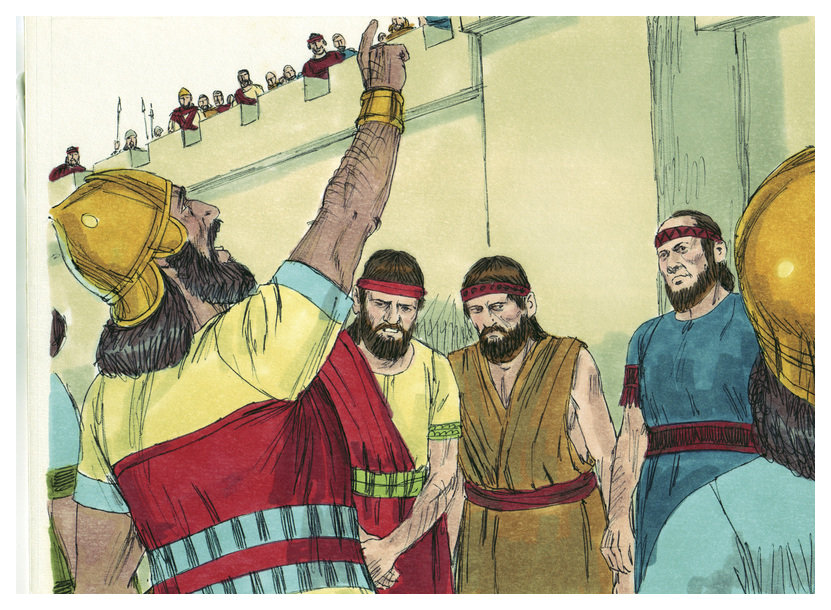
El Rabsaces se burló de Dios